# Nelson Faria
Nelson Faria (Belo Horizonte, 23 de Março de 1963) é um guitarrista brasileiro.

## Estudos
Ainda muito novo, Faria mudou-se com a família para Brasília, onde iniciou seus estudos com o professor Sidney Barros, o Gamela. Em seguida, foi para os Estados Unidos da América, onde estudou no Guitar Institute of Technology, atual Musicians Institute em Los Angeles, Califórnia. Foi aluno de nomes como Joe Diorio, Frank Gambale, Ted Greene, Scott Henderson e Joe Pass.
De volta ao Brasil, mudou-se para o Rio de Janeiro, onde reside.

## Carreira
Faria já tocou e gravou com nomes como João Bosco, Nana Caymmi, Toninho Horta, Milton Nascimento, Wagner Tiso, Paulo Moura, Edu Lobo,  Gonzalo Rubalcaba, Ivan Lins, Nico Assumpção, Cássia Eller, Leila Pinheiro, Marcos Suzano, Zélia Duncan e Carol Saboya.
Com uma carreira internacional, já tocou nos mais importantes festivais de jazz do mundo, como o Festival de Montreux, o Festival Internacional de Jazz de Jacarta, o Festival de Jazz do Mar do Norte e o Festival Internacional de Jazz de Montreal.
Além de instrumentista, Faria também dá aulas, tendo sido professor convidado na Örebro Universitet, Ingesund Universitet e KMH.
É o apresentador da série Um Café Lá Em Casa, transmitida no YouTube e na TV pelos canais Arte 1, Futura e Music Box Brazil, e coordenador da escola de música online Fica a Dica Premium.

## Discografia
- Ioiô (Perfil, 1993)
- Beatles, um tributo Brasileiro (1998)
- Janelas Abertas (Lumiar Discos, 1999)
- Tres/Three (independente, 2000)
- Nelson Faria (independente, 2003)
- Vento Bravo (independente, 2005)
- Buxixo com Gilson Peranzzetta (Delira, 2009)
- Leila Pinheiro, Banda Pequi e Nelson Faria (UFG, 2010)
- Nelson Faria & Frankfurt Radio Big Band Live in Frankfurt (2011)
- Céu e Mar (Far Out, 2012)
- Na esquina de Mestre Mignone, com Gustavo Tavares (2012)[1]
- The Chamber Music Project, com Daniel Pezzotti, Hans Vroomans e Josee Koning (2014)
- Chamber Bossa, com Gustavo Tavares e Rodolfo Cardoso (2015)
- Bossa is her Name, com Cris Delanno (2018)

## DVDs
- Toques de Mestre (Giannini SA, 1990)
- Nosso Trio Live (Delira, 2006)
- Banda Pequi convida Nelson Faria e João Bosco (2016)

## Livros
Faria autora também livros publicados no Brasil, Estados Unidos, Itália e Japão.
- A Arte da Improvisação (Lumiar Editora, 1991)
- The Brazilian Guitar Book (Sher Music, 1996)
- Escalas, Arpejos e Acordes para Violão e Guitarra (Lumiar Editora, 1999)
- Inside the Brazilian Rhythm Section (Sher Music, 2002)
- Toque Junto Bossa Nova (Lumiar Editora, 2008)
- Harmonia Aplicada ao Violão e à Guitarra (Vitale, 2010)[1]
- Exercicios de leitura para guitarristas e violonistas (2016)